# Трапезундско споразумение
Трапезундското споразумение е договор от края на 1021 г., с който царят на Ани Ованес-Смбат завещава владенията си на Византийската империя.
След смъртта на цар Гагик I през 1020 г. в Анийското царство настъпват борби за наследството му, в които се намесват Грузия и Византия. Резултатът е разделяне на държавата между синовете на Гагик – Ованес и Ашот, и засилване на провизантийската фракция в анийската аристокрация. През 1021 г., когато византийският император Василий II нахлува с голяма армия в съседните грузински земи и нанася тежко поражение на грузинския цар, привържениците на Византия взимат връх в Ани. В края на същата година, когато Василий се оттегля да зимува с войските си в Трапезунд, при него пристигат арменски пратеници начело с католикоса Петрос. Те връчват на императора завещанието на цар Ованес-Смбат.
Трапезундското споразумение дава повод на Византия да анексира Анийското царство през 1045 г., четири години след смъртта на Ованес-Смбат.